# Храм Николая Чудотворца (Муствеэ)
Храм Святителя Николая Чудотворца — православный храм в городе Муствеэ (Чёрный посад) в Эстонии. Принадлежит Нарвской и Причудской епархии Эстонской Православной Церкви Московского Патриархата. Церковь находится по адресу: 14, 49604 Mustvee, Jõgevamaa.

## История
Церковь была построена в Чёрном посаде в 1861—1864 годах по проекту епархиального архитектора Аполлона Эдельсона. В 1866 году освящена в честь святителя Николая. В храме был устроен двухъярусный позолоченный иконостас. Приход имел дом причта и три школы: для мальчиков и девочек в Муствеэ, а также вспомогательную школу в Рая.
В настоящее время настоятелем прихода является иеромонах Илия (Сорокатый).